# Słubicki
Powiat słubicki là một huyện thuộc tỉnh Lubuskie của Ba Lan. Huyện có diện tích 999 km². Đến ngày 1 tháng 1 năm 2011, dân số của huyện là 46516 người và mật độ 47 người/km².